# Brainiac (banda)
Brainiac (a veces estilizado como 3RA1N1AC) es una banda de indie rock oriunda de Dayton, Ohio. 
Fundados en enero de 1992 por Tim Taylor, Monostereo, Michelle Bodine, y Tyler Trent; en 1994, John Schmersal se unió como guitarrista, reemplazando a Bodine.
Tim Taylor falleció el 23 de mayo de 1997 a la edad de 28 años, producto de un accidente automovilístico.

## Influencia
Diversos artistas se han inspirado y/o han mostrado admiración por el trabajo de Brainiac, tales como Cursive, Chris Walla de Death Cab for Cutie, Matt Bellamy de Muse, Cedric Bixler-Zavala y Omar Rodríguez-López de At the Drive-In y The Mars Volta, y Trent Reznor de Nine Inch Nails.

## Miembros
Miembros actuales
- Juan "Monostereo" Monasterio – bajo, coros (1992–1997, 2014, 2017, 2019, 2022–presente); voces (2022–presente)
- John Schmersal – guitarras, teclados, coros (1994–1997, 2019, 2014, 2017, 2019, 2022–presente); voces (2014, 2017, 2019, 2022–presente)
- Tyler Trent – batería (1992–1997, 2014, 2017, 2019, 2022–presente)

Miembros de apoyo
- Tim Krug – teclados, moog, sintetizadores, guitarras, voces (2014, 2017, 2019, 2022–presente)[10]
- Eric Mahoney – voces (2019)[11]
- Fred Armisen – voces (2019)
- Kate Wakefield – voces (2017, 2019)
- Steve Schmoll – voces (2017, 2019)
- Gregg Foreman – voces (2017)[12]

Miembros anteriores
- Tim Taylor – voces, guitarras, teclados, moog, sintetizadores, samples (1992–1997; fallecido en 1997)
- Michelle Bodine – guitarras, coros (1992–1994); voces (2017, 2019)

## Discografía
Álbumes de estudio
- Smack Bunny Baby (1993, Grass/BMG)
- Bonsai Superstar (1994, Grass/BMG)
- Hissing Prigs in Static Couture (1996, Touch & Go)

EPs
- Electro-Shock for President (1997, Touch & Go)
- The Predator Nominate (2023, Touch & Go)[13]

Demos y directos
- Attic Tapes (2021, Touch & Go)
- From Dayton Ohio (2021, Touch & Go)

Sencillos
- Superduperseven 7" (1992, Limited Potential)
- I Could Own You (Live) 7" (split con Bratmobile; 1993, 12x12 Records)
- Dexatrim 7" (split con Lazy; 1994, Simple Solution)
- Cookie Doesn't Sing 7" (split con Today Is The Day, Chrome Cranks, y Steel Pole Bathtub; 1995, Amphetamine Reptile Records)
- Internationale 7" (1995, Touch & Go)
- Go! 4x7" (1996, Mammoth Records)
- Petrified (1997, Datapanik)